# El señor Pestaña
El señor Pestaña es el nombre de una tira cómica mexicana creada en 1927 por Andrés Audiffred e Hipólito Zendejas en el diario El Universal.
La historieta se publicó en 1927 en el suplemento cómico de El Universal y con el tiempo sería la principal obra del dibujante Andrés Audiffred, cuyas tiras anteriores no habían trascendido, mientras que para Zendejas fue su segundo éxito, tras haber descatacado con Don Catarino y su apreciable familia, que influiría definitivamente en el guion de esta nueva tira.
Los historia tiene como protagonistas a Pestaña y a Chon Prieto, ambos burócratas de la clase media, tránsfugas y nostálgicos de la provincia que tuvieron que abandonar para ser empleados de oficina en la creciente Ciudad de México. Pretenden ser el estereotipo de los burócratas de finales de los años veinte: visten rigurosamente de traje, corbata y sombrero.
La principal característica de la tira fueron los constantes viajes de los personajes a lugares lejanos, exóticos, anacrónicos y muchas veces imaginarios, a través de una máquina teletransportadora. En uno de esos viajes se integra un nuevo personaje: La Negra, una princesa de la isla de Mix-coac (nombre basado en Mixcoac, un barrio capitalino), que desde su boda con Chon Prieto se integra como parte de la banda y se convierte, como sus compañeros, en burócrata.
Los tres personajes tienen un lenguaje muy peculiar. Pestaña y Chon Prieto abusan del lenguaje coloquial provinciano y burgués, mientras que la Negra tiene un lenguaje donde reemplaza las erres por eles, y las eses por zetas. Los tres personajes utilizan el «dicharacho» y el ingenio en el lenguaje y en la acción como recursos inalienables a sus aventuras. 
- Datos: Q6428260